# Порта-Нуова (Верона)

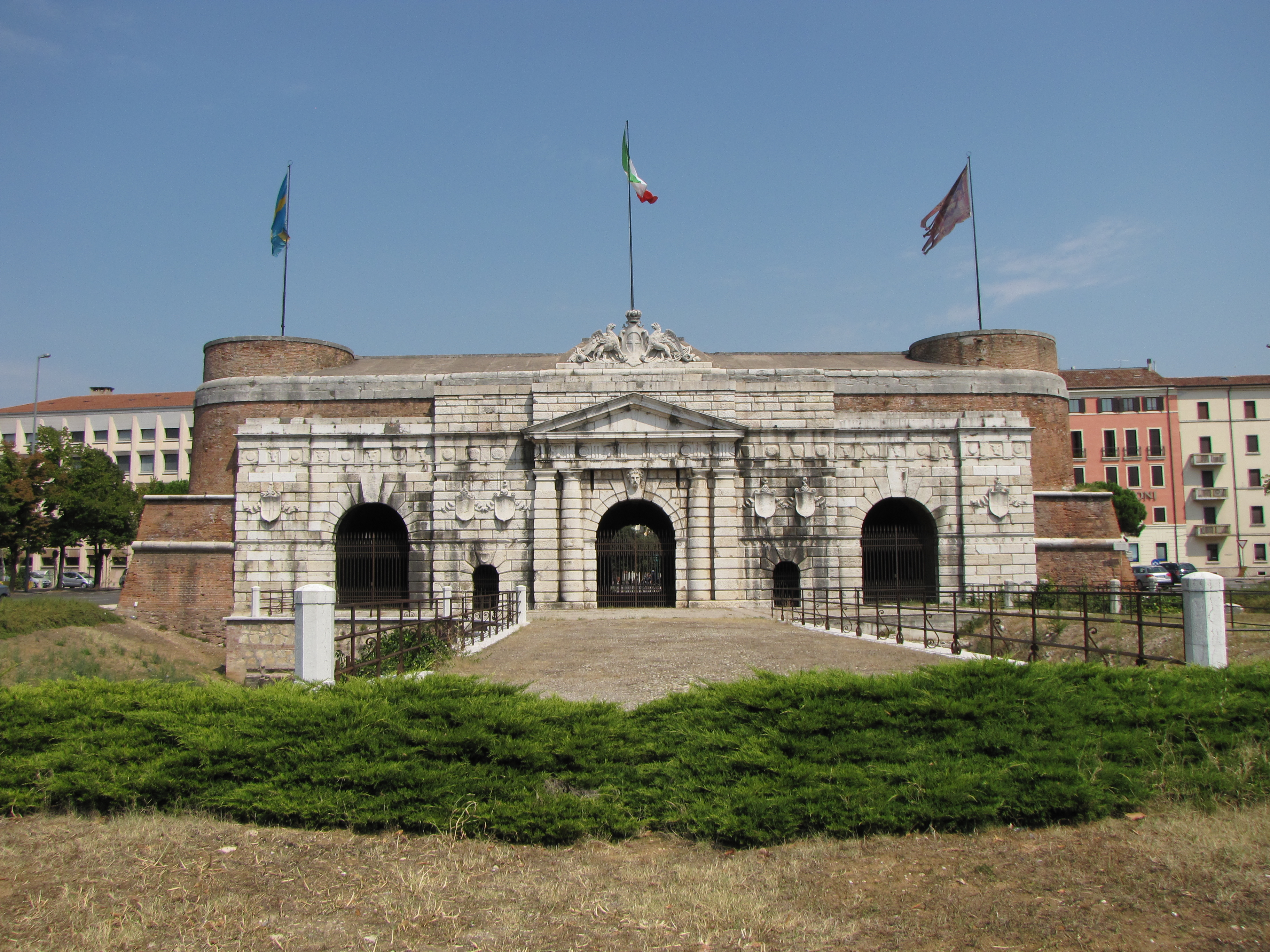
Вид ворот со стороны въезда в город

Порта-Нуова (итал. Porta Nuova — Новые ворота) — городские ворота в Вероне, северная Италия (область Венето), построенные выдающимся веронским архитектором Санмикели в 1535—1540 годах в рамках реконструкции южных городских стен. Памятник, который демонстрирует органичное соединение потребностей гражданского строительства, эстетики архитектурного творчества и функций военного характера. В стилевом отношении относится к характерным образцам искусства позднего итальянского Возрождения с элементами архитектурного маньеризма. От Порта-Нуова начинается одноимённая улица, которая ведёт на главную площадь — Пьяцца Бра, создавая таким образом важную градостроительную ось от ворот к центру города.

## История
Резолюции венецианского сената (первая от 15 декабря 1530 г. и вторая от 5 января 1531 г.) предписывали снести длинную сторону старой средневековой стены, отделявшей цитадель Висконти от остальной части Вероны, «для удобства и украшения нашего города». В то же время было решено обновить стену с наружной стороны, так как она была серьезно повреждена во время войны Камбрейской лиги в 1516 году.
В октябре 1530 года ответственным за укрепления Вероны (inzener sopra le Fabriche) был назначен веронский инженер-фортификатор и архитектор Микеле Санмикели. Его проект включал создание трёх городских ворот: первыми были Порта-Нуова (1532), за которыми последовали Порта Сан-Дзено (1541) и Порта Палио (1547).
Работы по созданию фасада в сторону Вероны начались в 1535 году, о чём свидетельствует надпись (которая теперь неразборчива). Современный вид памятника, хотя и мало чем отличающийся от первоначального, претерпел некоторые вмешательства, имевшие место в девятнадцатом веке, особенно во время австрийской оккупации. В 1854 году Порта-Нуова были перестроены австрийцами, получившими город по итогам Венского конгресса. Они пристроили к воротам боковые приделы, облицевали ворота туфом. В результате реконструкции только центральная часть сохранила оригинальный облик XVI века.
Начиная с 1866 года, с присоединением Венето к Королевству Италия, оборонительная функция магистральных стен прекратилась: при итальянской администрации вдоль стен были сделаны различные проходы и проломы для облегчения движения транспорта. Ранее, в 1852 году, к Порта- Нуова были пристроены две большие боковые арки, нарушившие изначальную композицию.

## Архитектура
В архитектуре ворот воспроизведены элементы построек Древнего Рима, например рустовка стен и арочная система. Замковый камень центральной арки украшен скульптурной головой Юпитера (оригинал хранится в камнерезном музее Маффея: Мuseo lapidario maffeiano). Лик древнеримского божества — символ верховной власти и силы.
Всё сооружение ранее венчал Лев святого Марка (символ Венеции), затем был заменён новой эмблемой: два грифона держат щит с двуглавым австрийским орлом, позднее стёртым.
Б. Р. Виппер в книге, посвящённой развитию маньеризма в итальянской архитектуре XVI века, отмечал, что Порта Нуова родственна по замыслу архитектуре Палаццо дель Те, построенном в 1524—1525 годах по проекту Джулио Романо: «Сочетание суровой простоты (в общем силуэте ворот) и пышного изобилия (в игре деталей), сырой, неоформленной массы и чётко разработанной поверхности, обесценение колонн сплошной рустовкой, преобладание тяжести над опорой — все эти особенности сближают творчество Санмикели с творчеством таких различных его современников, как Джулио Романо, Перуцци и Серлио, Формиджине в Болонье и Трамелла в Пьяченце».